# 里格斯頓 (伊利諾伊州)
里格斯頓（英語：Riggston）是位於美國伊利諾伊州斯科特縣的一個非建制地區。該地的面積和人口皆未知。

## 地理
里格斯頓的座標為39°41′43″N 90°25′23″W / 39.69528°N 90.42306°W，而該地的平均海拔高度為183米（即600英尺）。